# Крациос, Майкл
Майкл Джон Коцака́с Кра́циос (англ. Michael John Kotsakas Kratsios; род. 7 ноября 1986, Солсбери, Мэриленд, США) — греко-американский государственный служащий, директор по технологиям США, заместитель помощника президента США в Управлении по научно-технической политике Белого дома. Занимая эти должности, является одним из главных советников президента США Дональда Трампа по вопросам технологий.
Член Ордена святого апостола Андрея (архонт кастринциос Вселенского Патриархата, 2021).

## Биография
Родился в греческой семье. Его дед по отцовской линии иммигрировал в США из Кастории (Греция), а мать родом с Хиоса.
Окончил Принстонский университет со степенью в области политологии, а также свидетельством о прохождении курсов «Греческая филология» и политэкономии (2008). Работал приглашённым исследователем в Университете Цинхуа (Пекин, Китай).
В совершенстве владеет греческим языком.

### Карьера
Будучи ещё студентом, являлся стажёром сенатора США Линдси Грэма, а также президентом некоммерческой студенческой организации «Business Today» при Принстонском университете и главным редактором её одноимённой газеты.
В 2008—2009 годах — аналитик в британском инвестиционном банке «Barclays Capital» (сегодня — «Barclays Investment Bank»).
Работал в компании «Lyford Group International».
В 2010—2015 годах — финансовый директор частной инвестиционной компании «Clarium Capital Management» (США).
В 2014—2017 годах — принципал и глава администрации инвестиционной фирмы «Thiel Capital», принадлежащей бизнесмену Питеру Тилю.

#### В Белом доме
С 2017 года является сотрудником Белого дома, выступая за внедрение новейших технологий в США.
В июне 2017 года под руководством Крациоса в Белом доме состоялся саммит «Американское лидерство в сфере новейших технологий».
Руководил работой Белого дома по интеграции беспилотных летательных аппаратов в Национальную систему воздушного пространства, результатом чего стало подписание меморандума президента, в котором содержится призыв к созданию Пилотной программы интеграции беспилотных авиационных систем.
В сентябре 2017 года возглавлял делегацию США на проходившей в Турине (Италия) министерской встрече Большой семёрки по вопросам промышленности и информационно-коммуникационным технологиям.